# Теорія В. Шарпа
Теорія В. Шарпа — теорія співвідношення ризику і доходу інвестицій у цінні папери.

## Основні принципи теорії В. Шарпа
Теорію співвідношення ризику і доходу інвестицій у цінні папери в 1960-х роках розвиває Вільям Шарп. Він уводить у наукову термінологію кілька важливих категорій. По-перше, Шарп розділив загальний ризик інвестицій у цінні папери на дві частини: ризик систематичний і ризик несистематичний. По-друге, він розробив Модель оцінювання капітальних активів (МОКА) (Capital Asset Pricing Model — CAPM).
Систематичним він назвав ризик, пов'язаний зі станом фінансового ринку. У свою чергу, останній залежить від змін в економіці і фінансах країни, а також від змін у світовій торгівлі, міжнародному русі капіталів, стані валют. Ризик, пов'язаний із системою економічних і фінансових відносин, не можна перебороти за допомогою диверсифікації портфеля, що запропонував Г. Марковіц. Систематичний ризик в економічній літературі називають також недиверсифікованим, або ринковим, і позначається він буквою {\displaystyle \beta \ } — бета.
Несистематичний ризик ще має назву диверсифікований, або портфельний. Його природа відрізняється від природи ризику систематичного. Інвестор може перебороти несистематичний ризик за допомогою диверсифікації портфеля. З цією метою він повинен вивчати фінансовий стан емітентів цінних паперів. Фундаментальний аналіз фінансового стану емітента спрямований на з'ясування можливостей банкрутства, дефолту, втрати капіталу й інших несприятливих ситуацій, що можуть виникнути в емітента.
Інвестори прагнуть підібрати такий «асортимент» цінних паперів, у якому ризик і дохідність збалансовані.
В. Шарп пояснює причину поділу загального ризику на дві частини різним впливом цих частин на очікувану дохідність. Цінний папір з високим ступенем систематичного ризику, тобто з вищою бетою, може принести інвестору вищий очікуваний дохід. Несистематичний ризик з бетою не пов'язаний, тому збільшення власного, тобто диверсифікованого, ризику не веде до зростання очікуваної дохідності. Інвестори винагороджуються тільки за ринковий, тобто систематичний ризик, несистематичний ризик не винагороджується.
Американські автори зазначають, що в основу стратегічного фінансового управління мають бути покладені методи управління несистематичним ризиком і глибоке вивчення систематичного ризику. Співвідношення між систематичним і несистематичним ризиком показане на рис. 1.
Як показують дані графіка, систематичний ризик не залежить від кількості цінних паперів у портфелі. Що стосується несистематичного ризику, що є специфічним, унікальним для кожного інвестора, то він залежить від кількості цінних паперів у портфелі. Портфель інвестора, що складається з 10 або 20 цінних паперів, диверсифікувати важче, ніж той, у якому міститься 1500 або більше цінних паперів. Несистематичний ризик знижується в міру зростання обсягів портфелів, а разом з ним знижується і загальний ризик. У результаті залишається систематичний ризик, але інвестор винагороджується за нього премією за ризик.

## Модель оцінювання капітальних активів
В. Шарп запропонував модель оцінювання капітальних активів (МОКА) (Capital Asset Pricing Model — CAPM), на підставі якої корпорація може визначити ціну капіталу, тобто вартість придбання капіталу, необхідного для ведення підприємницької діяльності. Інвестор, що вкладає свій капітал у цінні папери, випущені корпорацією, на основі МОКА визначає його дохідність з урахуванням ризику.
Модель, як і будь-яка теоретична концепція, заснована на абстракції, тобто на багатьох допущеннях. Модель передбачає досконалий, ідеальний ринок цінних паперів (perfect market), тобто:
інформація є однаково доступною для всіх інвесторів;
усі цінні папери, що мають ризик, обертаються публічно;
податків і операційних витрат немає;
інвестори можуть давати гроші в позичку і позичати за безризиковою процентною ставкою.
Особливість моделі полягає в тому, що вона дає можливість визначити зв'язок між ризиком і дохідністю цінного папера.
Портфель складається з множини цінних паперів, кожен з них вносить свою частку в певний ризик і очікуваний дохід. Тому виникла необхідність визначення ризику і доходу кожного учасника портфеля. Дохідність цінного папера визначається за формулою:
{\displaystyle E(R_{i})=R_{f}+\beta \ _{i}[E({\overline {R}}\ _{m})-R_{f}]}
де E(Ri) — очікувана дохідність цінного папера i;
Rf — безризикова процентна ставка;
{\displaystyle E({\overline {R}}\ _{m})} — очікувана ставка доходу ринкового портфеля;
i — коефіцієнт бета (систематичного ризику) за цінним папером i.
Вибір цінного папера без ризику
Ідея виділення цінного папера, що не містить у собі ризику (Risk Free Asset — Rf), належить Гаррі Марковіцу. Стандартне відхилення за таким цінним папером дорівнює нулю. Дохід має бути: 1) стабільним; 2) заздалегідь і точно визначеним. Жодна корпорація таких паперів в умовах ринкової економіки емітувати не зможе. Такий цінний папір може випускати тільки держава. Облігація, емітована державою, приносить фіксований дохід, виплата якого гарантована податками, що надходять у бюджет. Проте це твердження досить сумнівне. По-перше, дохід за державною облігацією може бути знецінений інфляцією. По-друге, в історії державних боргів були неодноразові випадки відмови держави від своїх боргів, їх пролонгування, зниження процентних ставок.
Гаррі Марковіц вважає, що не кожну державну облігацію можна вважати безризиковою. На його думку, безризиковим може бути тільки тримісячний казначейський вексель, що продається з дисконтом. Якщо інвестор зберігає його у своєму портфелі три місяці, він отримає дохід за відповідною процентною ставкою. У. Шарп дійшов висновку, що практично безризикових цінних паперів у США немає, усі державні цінні папери є ризиковими з погляду одержання реального доходу. Уведення в модель безризикового доходу є абстракцією, теоретичною умовністю, що необхідна як відправна точка відліку, як певна база для визначення очікуваного доходу за цінним папером.

## Коефіцієнтβ{\displaystyle \beta \ }
Коефіцієнт {\displaystyle \beta \ } є мірою систематичного ризику. Він показує ризикованість інвестицій у цінні папери в умовах загального ризику ринку. Коефіцієнт {\displaystyle \beta \ } визначається за формулою:
{\displaystyle \beta \ } = Covim/{\displaystyle \sigma \ _{m}^{2}} = {\displaystyle \sigma \ _{im}/\sigma \ _{m}^{2}} або {\displaystyle \beta \ =\rho \ \sigma _{i}\ /\sigma _{m}\ }
де Covim, або {\displaystyle \sigma \ _{im}} — коваріація доходу за акцією і дохідність ринкового портфеля;
{\displaystyle \sigma \ _{m}^{2}} — дисперсія (варіація) доходу ринкового портфеля;
{\displaystyle \rho \ } — кореляція між доходом за цінним папером і доходом ринкового портфеля;
{\displaystyle \sigma \ _{i}} — стандартне відхилення (імовірність відхилення фактичної дохідності цінного папера і від очікуваної);
{\displaystyle \sigma \ _{m}} — імовірність відхилення фактичної дохідності ринкового портфеля від очікуваної.
Модель МОКА передбачає, що за цінним папером визначається систематичний ризик. Таке визначення дає можливість зіставити систематичний ризик даного цінного папера і з ризиком середнього активу, тобто визначити відносну міру чутливості фактичного доходу за цінним папером відносно фактичної дохідності ринкового портфеля. {\displaystyle \beta \ } ринкового портфеля дорівнює 1. У цьому разі ризик вкладення в акцію корелюється з доходом ринкового портфеля. Якщо інвестиція в акції буде менш ризикованою, ніж портфельний ризик, то {\displaystyle \beta \ <1}. У випадку інвестиції у високоризиковану акцію {\displaystyle \beta \ >1}. Отже, коефіцієнт {\displaystyle \beta \ } є індексом невизначеності ціни акції, яка емітується даною корпорацією, відносно ринкових цін.

## Ставка доходу ринкового портфеля і премія за ризик
Ринковим називається портфель (market portfolio), що складається з усіх цінних паперів, які обертаються на ринку капіталів. При цьому частка (питома вага) кожного цінного папера відповідає її частці в загальній капіталізації ринку. Середня ставка доходу ринкового портфеля використовується в моделі оцінювання капітальних активів для визначення премії за ризик.
Щодо визначення ринкового портфеля у фінансовій літературі ведуться дискусії, багато авторів відзначають невизначеність ринкового портфеля. Ведуться дискусії щодо того, які активи варто включати в ринковий портфель. Чи треба включати в нього державні цінні папери, золото, майно, що належить населенню, вкладення в освіту — так званий людський капітал та ін.
На практиці в ринковий портфель включаються цінні папери, на підставі яких складаються всесвітньо відомі індекси, наприклад індекс корпорації Стендард енд Пур'з. Менеджери інвестиційних фондів або інших інвестиційних інститутів визначають портфелі для кожного класу активів. На ринку капіталів відбувається спеціалізація інвесторів не тільки за класами цінних паперів (акції або облігації), а й усередині класів. Виробляється так званий інвестиційний стиль. Це означає, що інвестор формує портфель з певних цінних паперів, наприклад, тільки з цінних паперів, які емітуються фінансовими корпораціями, або з акцій з високими дивідендами і капіталізацією.
Премія за ризик за будь-яким цінним папером у моделі оцінювання капітальних активів визначається за формулою:
{\displaystyle E(R_{i})-R_{f}=\beta \ _{i}[E(R_{m})-R_{f}]},
тобто премія за ризик дорівнює коефіцієнту {\displaystyle \beta \ } за даним цінним папером, помноженому на премію за ризик усього ринкового портфеля.